# IC 63
IC 63, también conocida como la nebulosa del fantasma, es una nebulosa de emisión situada en la constelación Casiopea.  Posee una magnitud de 13.33[cita requerida] y está a una distancia de 550 años luz de la Tierra.

## Descubrimiento
Se atribuye de forma conjunta a los astrónomos Max Wolf y  Edward Emerson Barnard, quienes  observaron la nebulosa de forma independiente con pocos días de diferencia. Wolf la vio el día 30 de diciembre de 1983, mientras que Barnard apuntó su observación el día  2 de febrero del año siguiente.